# Gymnastique acrobatique aux Jeux mondiaux de 2013
Navigation
Kaohsiung 2009 Wrocław 2017
Les épreuves de gymnastique acrobatique des Jeux mondiaux de 2013 ont lieu du 29 juillet au 1er août 2013 à Cali (Colombie).

## Podiums
| Épreuves         | Or                                                                      | Argent                                                                                          | Bronze                                                                                  |
| ---------------- | ----------------------------------------------------------------------- | ----------------------------------------------------------------------------------------------- | --------------------------------------------------------------------------------------- |
| Équipe masculine | Chine- Zhou Ti - Tang Jian - Wu Yeqiuyin - Wang Lei                     | Russie- Maksim Tsjulkov - Valentin Tsjetverkin - Dmitry Bryzgalov (en) - Aleksandr Kurasov (en) | Ukraine- Oleksii Lesyk (en) - Viktor Iaremtsjuk - Oleksandr Nelep (en) - Andriy Kozynko |
| Duo masculin     | Russie- Konstantin Piliptsjuk - Alexej Dudtsjenko                       | Royaume-Uni- Alex Houston - Timothy Pritchard                                                   | Biélorussie- Ruslan Fedtsjanka - Yauheni Kalatsjov                                      |
| Duo mixte        | Royaume-Uni- Dominic Smith - Alice Upcott (en)                          | Portugal- Gonçalo Roque (pl) - Leonor S. da Costa Bruges de Oliv                                | Belgique- Nicolas Vleeshouwers (nl) - Laure De Pryck (nl)                               |
| Équipe féminine  | Russie- Ekaterina Stroynova - Aigul Shaikhutdinova - Ekaterina Loginova | Royaume-Uni- Georgia Lancaster (en) - Millie Spalding (en) - Elise Matthews (en)                | Biélorussie- Yuliya Khrypatsj - Hanna Kobyzeva - Julia Kovalenko                        |
| Duo féminin      | Royaume-Uni- Shanie Redd Thorne - Danielle Jones                        | Ukraine- Kateryna Sytnikova - Anastasiya Melnytsjenko                                           | Biélorussie- Sviatlana Mikhnevitsj - Yana Yanusik                                       |

## Tableau des médailles
| Rang  | Nation          | Or | Argent | Bronze | Total |
| ----- | --------------- | -- | ------ | ------ | ----- |
| 1     | Grande-Bretagne | 2  | 2      | 0      | 4     |
| 2     | Russie          | 2  | 1      | 0      | 3     |
| 3     | Chine           | 1  | 0      | 0      | 1     |
| 4     | Ukraine         | 0  | 1      | 1      | 2     |
| 5     | Portugal        | 0  | 1      | 0      | 1     |
| 6     | Biélorussie     | 0  | 0      | 3      | 3     |
| 7     | Belgique        | 0  | 0      | 1      | 1     |
| TOTAL | TOTAL           | 5  | 5      | 5      | 15    |